# Roven'skoj rajon
Il Roven'skoj rajon (in russo Ровеньской район?) è un rajon (distretto) dell'oblast' di Belgorod, nella Russia europea occidentale. Istituito nel 1928, ha come capoluogo Roven'ki.
Il rajon ricopre una superficie di 1.369 km2 ed aveva, nel 2010, una popolazione di circa 24.000 abitanti.